# اوچپیلی
اوچپیلی (انگلیسی: Uchpili) یک شهرک در شهرستان دیورتیورلینسکی در استان باشقیرستان کشور روسیه است.